# Njaganj
Njaganj (ruski: Нягань) je grad u zapadnom Sibiru, u Rusiji, u sjeverozapadnom dijelu Hantijsko-mansijskog autonomnog okruga, u Oktjabrjijskom rajonu, blizu rijeke Oba. Grad je dobio ime po pritoci rijeke Oba, Njaganj-Juganu. Nalazi se na 62° 13' sjever i 65° 23' istok.
Broj stanovnika: 70.100 (2004.)
Osnovan je 1965. kao šumarsko središte, a danas je središte proizvodnje nafte i prirodnog pline. Naselje je dobilo ime Njah (ruski: Нях). Ovaj toponim se pojavio na zemljovidima iste godine, a današnje ime grad je prihvatio 15. kolovoza 1985.
Ozemlje grada Njaganja je prirodno naplavljeno, a cijelo područje je sklono naglim temperaturnim padovima. 

## Promet i kultura
Željeznica od Ekaterinburga prema Obskom pordučju prolazi kroz Njaganj od 02. travnja 1967. godine. 
Gradska zračna luka, koja radi od 1993., prihvaća zrakoplova "An-24", "Jak-40" i "Tu-134". 
Dana 1. rujna 2000. je otvoren regionalni muzej. Njaganj ima najbolju bolnicu u cijeloj Tjumenjskoj oblasti.

## Poznati Njaganjani i Njaganjke
Njaganj je rodno mjesto ruske tenisačice Marije Šarapove.
Vremenska zona: Moskovsko vrijeme (UTC+2).

## Vanjska poveznica
Uprava grada  Arhivirana inačica izvorne stranice od 18. listopada 2005. (Wayback Machine)